# Козловка (Шаргородский район)
Козло́вка (укр. Козлівка, пол. Kozłówka) — село на Украине, находится в Шаргородском районе Винницкой области.
Код КОАТУУ — 0525384201. Население по переписи 2001 года составляет 730 человек. Почтовый индекс — 23514. Телефонный код — 4344.
Занимает площадь 17,67 км².

## Религия
В селе действует Свято-Михайловский храм Шаргородского благочиния Могилёв-Подольской епархии Украинской православной церкви.

## Адрес местного совета
23514, Винницкая область, Шаргородский р-н, с. Козловка, ул. Шевченко, 1